# Bologna-moskee
De Bologna-moskee is een moskee van de Ahmadiyya in de gemeente San Pietro in Casale in het noorden van Italië. In de moskee bevindt zich het hoofdkantoor van The Ahmadiyya Muslim Jama'at Italia.